# Найкама Лалабалаву
Найкама Таваке Лалабалаву (англ. Naiqama Lalabalavu; нар. 23 грудня 1953) — обраний Президент Республіки Фіджі, рату і речник парламенту. Колишній голова опозиції.

## Політична кар'єра
Лалабалаву був обраний представником відкритого виборчого округу Лау-Тавеуні-Ротума в Палаті представників у 1999 році як кандидат від правлячої партії Сокосоко ні Вакавулева ні Таукей, перемігши Рату Епелі Ґанілау з Християнсько-демократичного альянсу з 58 % голосів. Він став міністром у справах Фіджі під час державного перевороту на Фіджі у 2000 році під керівництвом Джорджа Спейта.
На виборах 2001 року він приєднався до Консервативного альянсу, вигравши виборчий округ Какаудрове на сході Фіджі. Він був призначений міністром земель і мінеральних ресурсів, хоча його призначення зазнало критики з боку сенатора Аді Койла Найлатікау за ймовірну причетність до спалення тростинної ферми Матайлакеба під час перевороту.
6 квітня 2003 року Лалабалаву виступив за перегляд конституційних інститутів Фіджі, запропонувавши повернути владу вождям, що було відкинуто Рату Епелі Ґанілау. Він обіймав посаду міністра земель та мінеральних ресурсів за прем'єр-міністра Лайсенії Карасе, але пішов у відставку після засудження, пов'язаного з переворотом, відбувши лише 11 днів з восьмимісячного терміну ув'язнення.
У лютому 2006 року деякі вожді розглядали можливість висунення його кандидатури на посаду президента, але Рату Джозефа Ілоіло і Рату Джоні Мадрайіві були переобрані. Після виборів у травні 2006 року він знову став міністром у справах Фіджі та міністром земель і розвитку провінцій, але був усунутий від влади внаслідок перевороту в грудні 2006 року.
Лалабалаву балотувався як кандидат від Соціал-демократичної ліберальної партії (СДЛП) на виборах 2014 року, отримавши 6668 голосів, що є шостим найвищим результатом. Згодом він був призначений тіньовим міністром земельних та мінеральних ресурсів.
У травні 2015 року його відсторонили від роботи в парламенті за принизливі коментарі на адресу спікера д-ра Джико Лувені. Рату Найкама подав конституційну скаргу на його відсторонення, але термін її дії закінчився до ухвалення рішення.
Лалабалаву був обраний президентом СДЛП в червні 2015 року і переобраний у червні 2017 року. Спочатку він планував піти на пенсію, але вирішив знову балотуватися на виборах 2018 року і був обраний 2 165 голосами.
22 жовтня 2024 року він був висунутий на посаду президента Фіджі від Народного альянсу і виграв вибори 31 жовтня, перемігши Мелі Тору 37 до 16. Він офіційно вступив на посаду в листопаді.